# 흥선궁
흥선궁(興宣宮)은 현재 서울 종로구 운니동 114-10 운현궁 내에 있었다.  흥선궁은 은신군, 남연군, 흥선대원군, 여흥대원비 민씨를 모셨던 신궁이다.
고종 황제가 대통(大統)을 입승(入承)하고 생부 흥선군(興宣君)을 높이어 대원군으로 삼고, 부인 민씨를 여흥부대부인(驪興府大夫人)으로 삼았다. 광무 2년(1898) 1월 8일에 부대부인(府大夫人)이 돌아가시자 임금이 대유재(大猷齋)에서 거애(擧哀)하고 예원(禮院)에서 복제의(服制儀)를 자최(齊衰)로써 마련하여 올리었다. 다음 달 22일 대원군이 돌아가자 복제를 같이 하고 3월 7일에 예장청(禮葬廳)을 설치하여 상사(喪事)를 호치(護治)하고 발인(發靷)과 반우(返虞)할 때에는 각 사(司)에서 한 사람씩 천담복(淺淡服)으로 배행(陪行)하게 하고 우제(虞祭)는 다섯 차례 행하게 하고 사자(嗣子)로는 완흥군(完興君) 재면(載冕)을 봉하였다. 광무 4년(1900) 1월 16일에 대원군 사우(祠宇)를 새로 짓는 역사를 영선사(營繕司)에서 담당하였다. 이때 영건비는 29,370원이 책정되었고 차후에 부족액 7,969원이 보충되었다. 광무 11년 5월 30일에 대원군 사우 봉안 후 종신(宗臣)을 보내 전작례(奠酌禮)를 거행하였는데 이때 제문(祭文)은 문임(文任)이 찬(撰)하였다. 그 후 1922년 4월 30일에 왕세자가 전배(展拜)하기도 하였다.